# ورگینها
ورگینها (به پرتغالی: Varginha) یک شهرستان برزیل در برزیل است که در میناس گرایس واقع شده‌است.

## خصوصیات
ورگینها ۳۹۵٫۶۴۷ کیلومترمربع مساحت و ۱۳۱٬۵۰۲ نفر جمعیت دارد و ۹۰۰ متر بالاتر از سطح دریا واقع شده‌است.

## نگارخانه

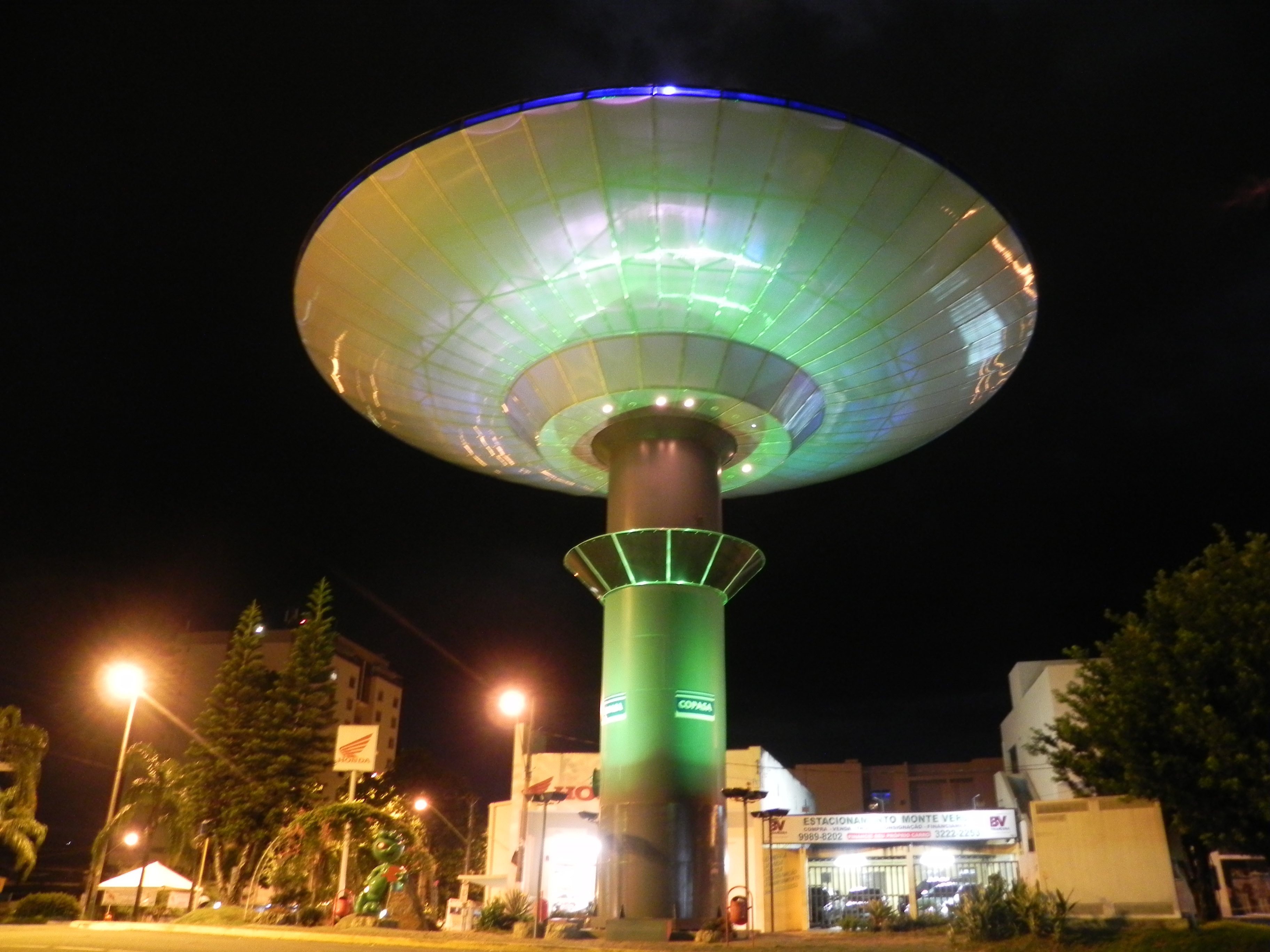
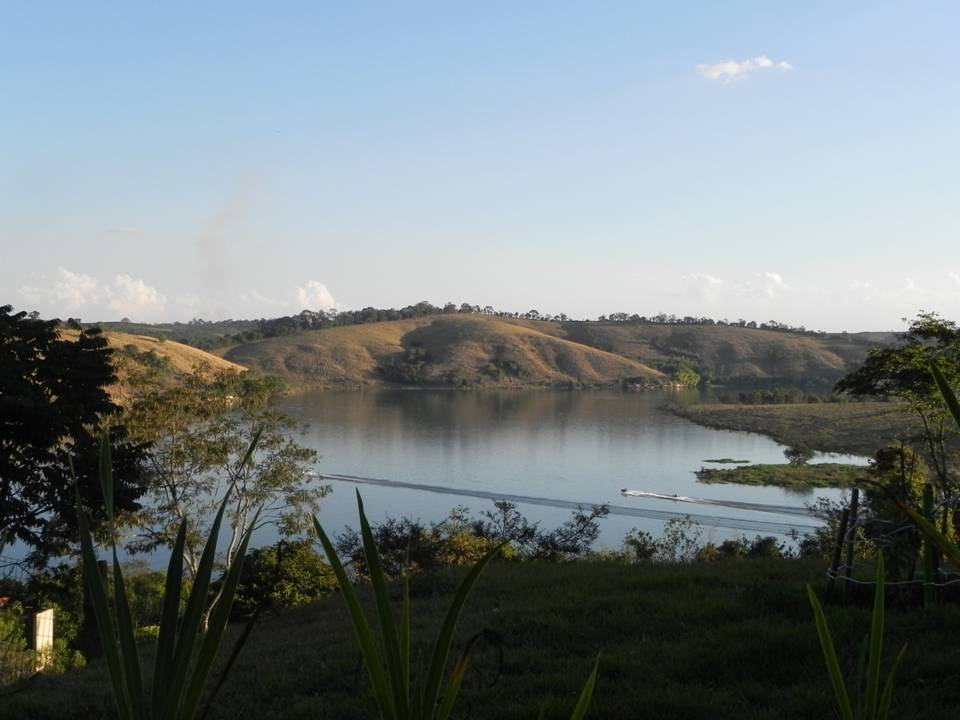
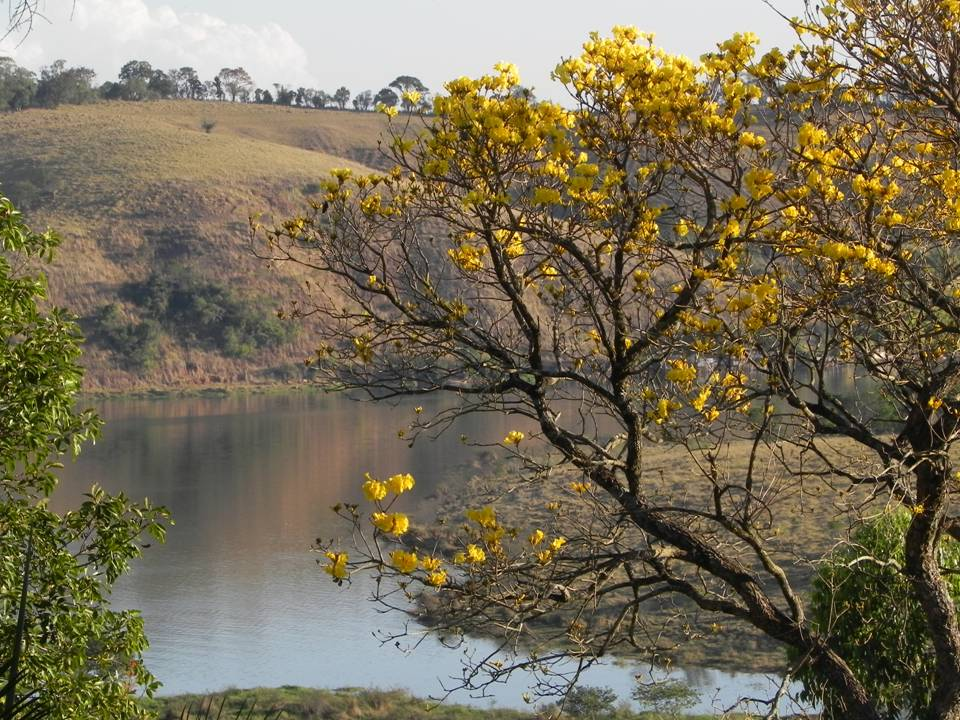
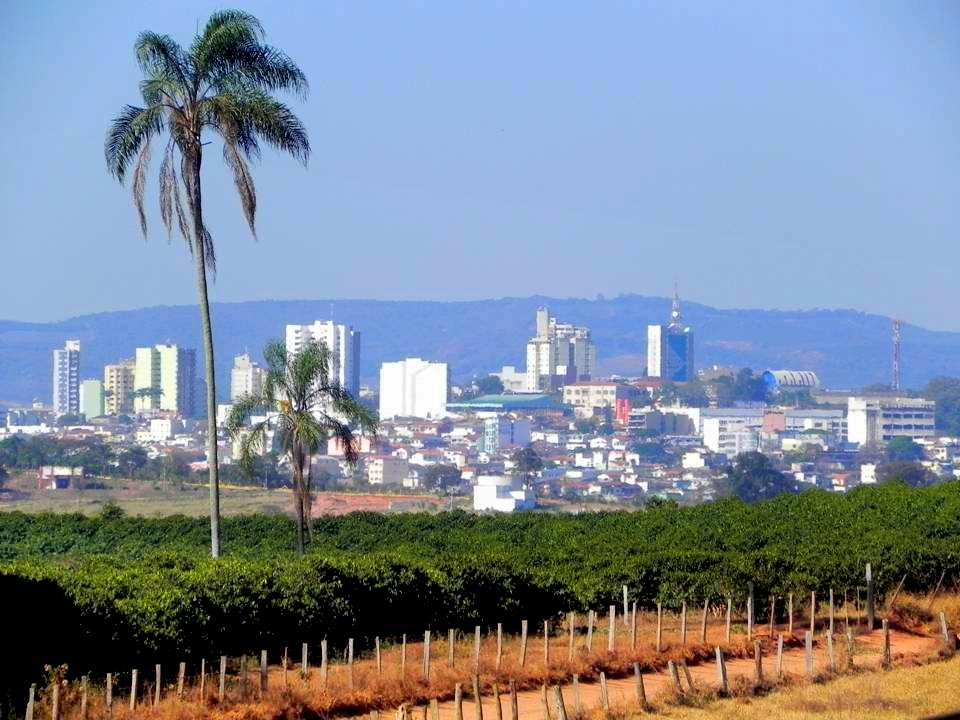
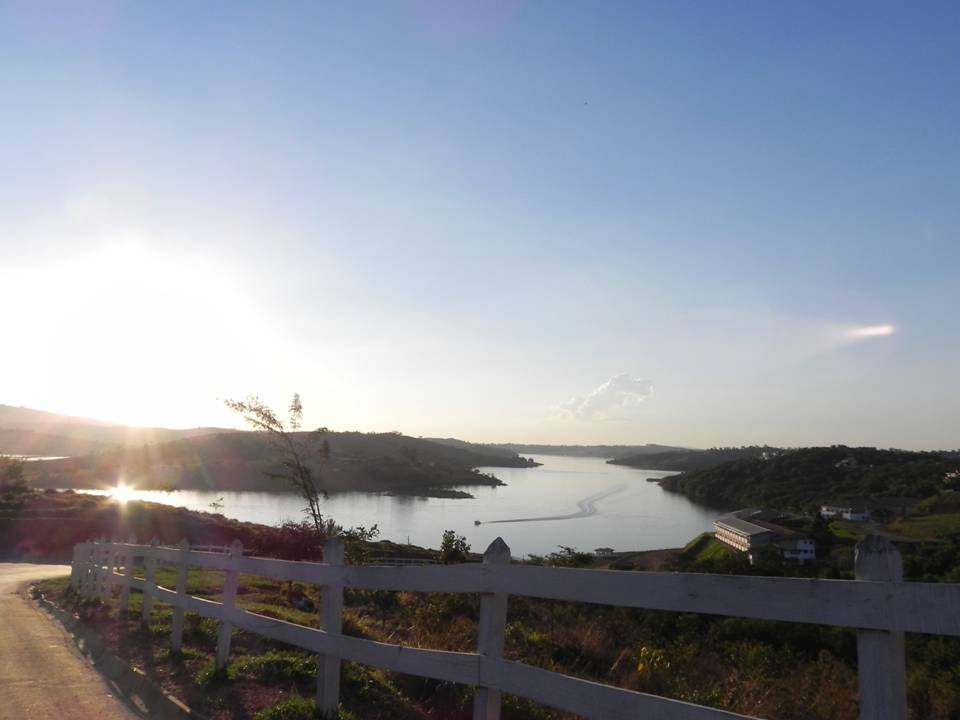
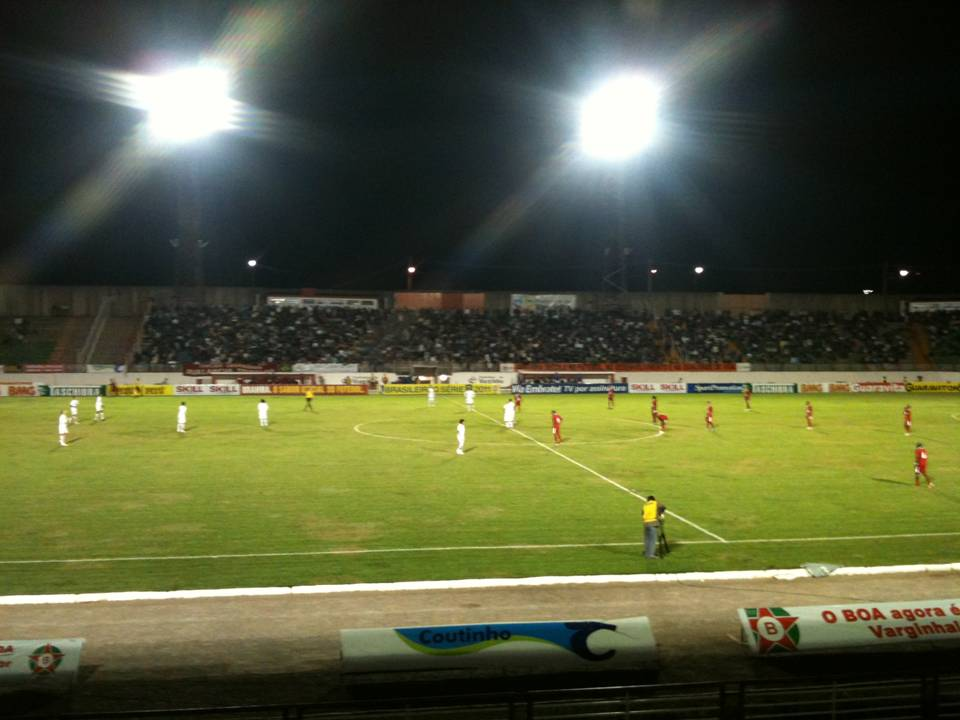